# Companhia dos Caminhos de Ferro da Beira
La Companhia dos Caminhos de Ferro da Beira (en anglès Beira Railroad Corporation CCFB) és una empresa ferroviària formada per un contracte d'arrendament de Portos e Caminhos de Ferro de Moçambique  (CFM) a Indian Rites i el consorci Ircon Internacional per operar un ferrocarril que s'origina des de la terminal del port de Beira, Moçambic. Té l'ample de via sud-africà (1.067 mm) i proporciona accés als ports dels estats sense litoral marítim, com Zimbabwe, Malawi, Zàmbia, i l'antiga província de Katanga (República Democràtica del Congo]).

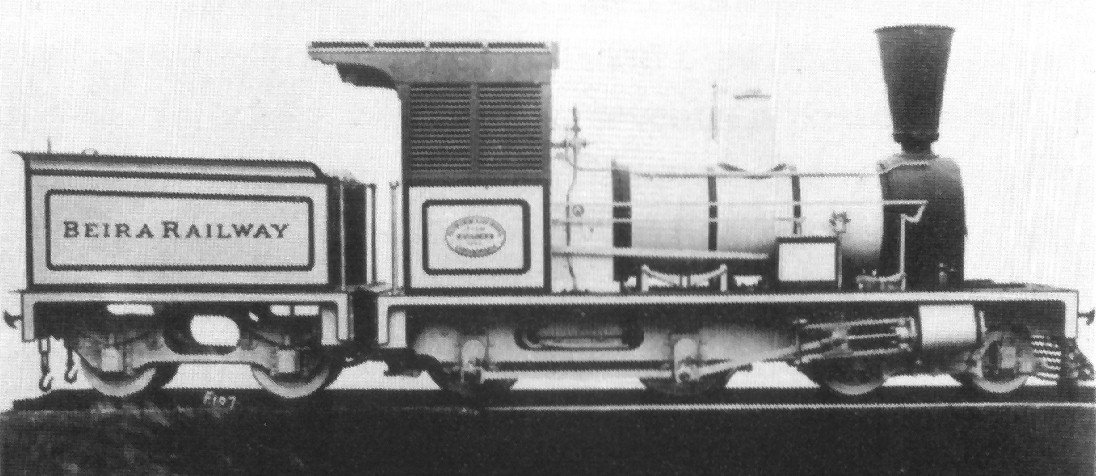
Ferrocarril de Beira Classe F2

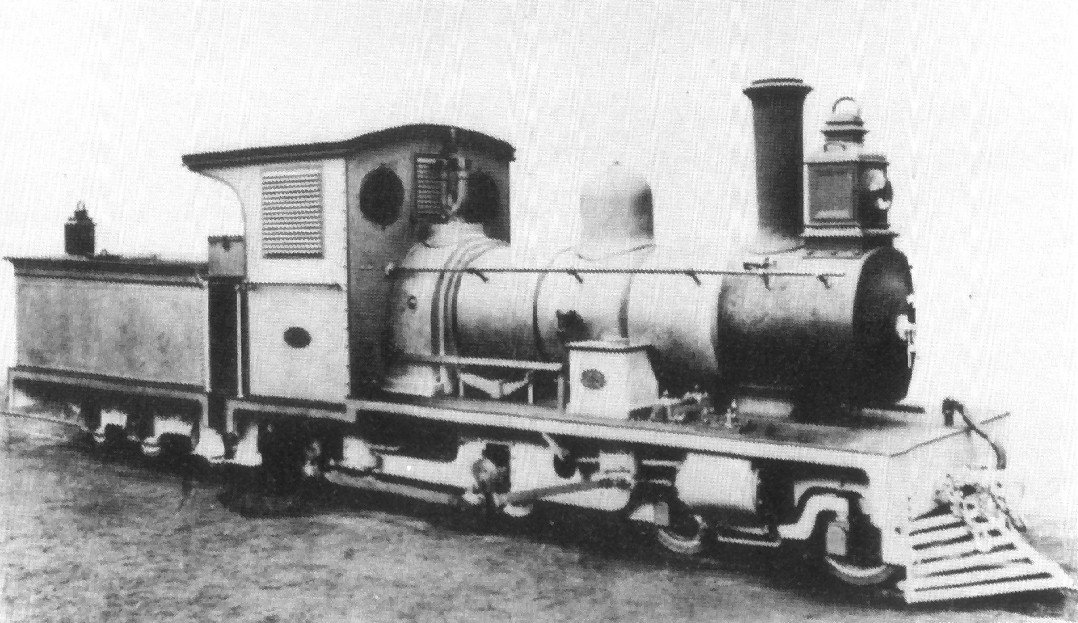
Ferrocarril de Beira Classe F4 N. 38

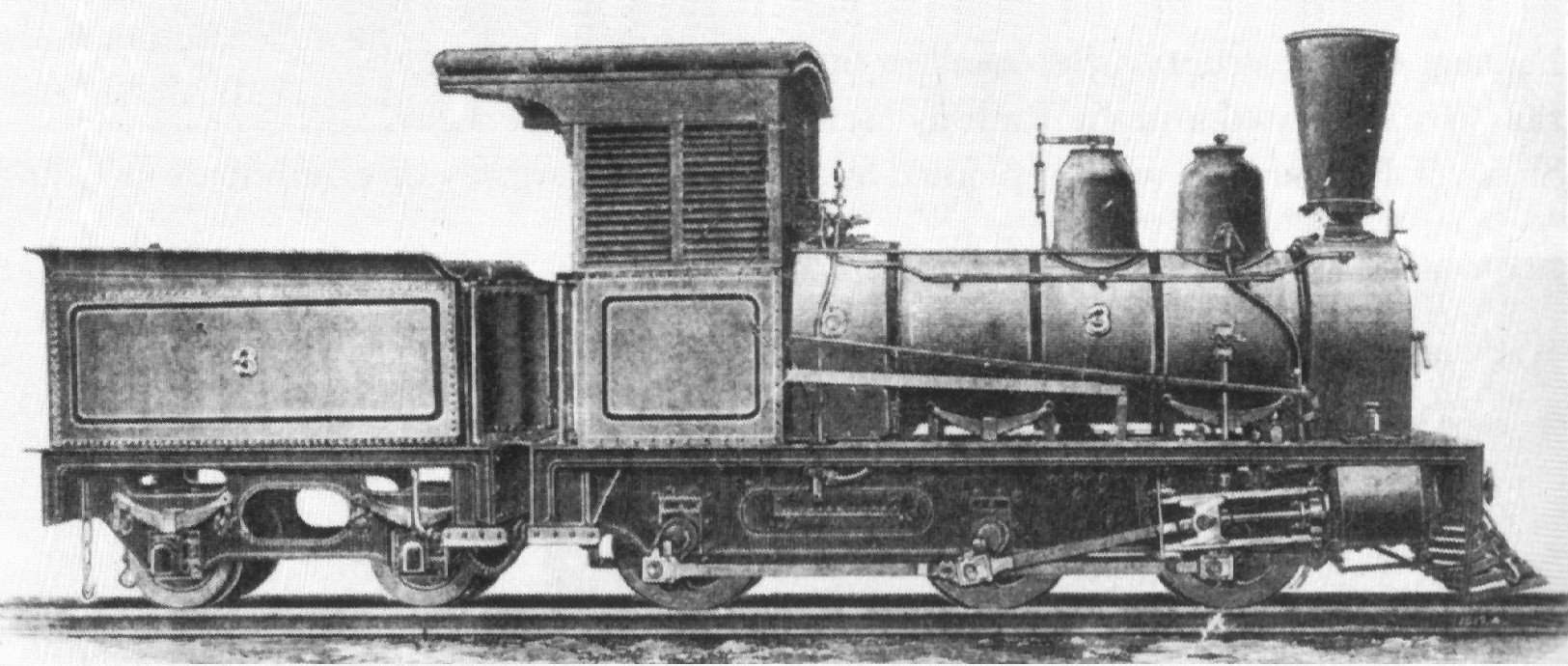
Ferrocarril de Beira N. 3

## Història
Originalment el ferrocarril de Beira gairebé havia establert una connexió a Salisbury, ara Harare, el 1899 i havia estat una baula en el sistema ferroviari del sud d'Àfrica.
La construcció del ferrocarril de Beira es va iniciar en 1892 a instància de Cecil Rhodes, durant el domini colonial a l'antiga Àfrica Oriental Portuguesa. Inicialment tenia un ample de via de 610 mm i enllaçava el port de Beira amb la vila fronterera de Mutare (Umtali) a Zimbabwe, en total 222 milles i fou inaugurada el 4 de febrer de 1898.
En 1893 s'iniciaren els traballs a Vryburg, província del Cap, Sud-àfrica, per construir un ferrocarril cap al nord amb ample de via sud-africà (1.067 mm), que més tard enllaçaria amb el ferrocarril de Beira. En 1898 es va obrir una línia d'ample de via sud-africà de Salisbury a Mutare was opened, amb la següent conversió de l'ample del ferrocarril de via estreta a Beira en 1900.
En 1905 el ferrocarril fou completat amb l'obertura del pont de Victoria Falls a la frontera de Zàmbia.

## Rutes
El ferrocarril de Beira tenia dos segments principals, la línia de Machipanda cap a Zimbabwe, i la línia de Sena a les mines de carbó de Moatize amb connexió posterior amb Malawi.

## Danys de guerra i reconstrucció
Després que Moçambic va obtenir la seva independència en 1975, els dos segments van ser danyats per la guerrilla durant la Guerra Civil de Moçambic, quan en la dècada de 1980 la RENAMO va sabotejar el ferrocarril.
Actualment s'ha recuperat l'operativitat en la línia de Machipanda, i la rehabilitació de la línia de Sena s'ha completat a Moatize, una ciutat al centre de Moçambic, i des d'agost de 2011 hi opera el primer tren de carbó cap al port de Beira, gestionat per l'empresa brasilera Vale.